# Sittard (stacja kolejowa)
Sittard – stacja kolejowa w Sittard, w prowincji Limburgia, w Holandii. Stacja została otwarta w 1862.